# Lindsay Price
Lindsay Jaylin Price (n. El 6 de desembre de 1976 a Arcàdia, Califòrnia) és una actriu nord-americana. És coneguda per les seves actuacions com Janet Sosna a Beverly Hills, 90210 i Victory Ford a Lipstick Jungle. També és coneguda pel seu treball en telenovel·les com All My Children i The Bold and the Beautiful.

## Biografia

### Primers anys
Price va néixer a Arcadia, Califòrnia, el seu pare William Price, un alemany irlandès nord-americà, i la seva mare Haeja Diane Price, nascuda a Corea. Els pares de Price van ser criats junts com a germans, ja que la família Price havia adoptat a Hafé Haheja després de la guerra de Corea.Kim Hae Ja i el seu germà biològic van ser abandonats per la seva mare, que es va tornar a casar després que el pare de Haeja morís a la guerra.

### Vida privada
Al juliol de 2004 es va casar amb Shawn Piller, creador de l'èxit televisiu The Dead Zone. Durant casament una de les dames d'honor va ser Brent Piller, germana de Shawn. Entre els amics del nuvi hi havia Christopher Masterson i Danny Masterson (That '70s Show). El padrí va ser Bryan Price, el seu germà gran. A la llista de convidats hi figuraven els productors Rick Berman, Brannon Braga i Ira Steven Behr; els actors Anthony Michael Hall, Nicole de Boer i Tom Welling (Smallville). Es van divorciar el 2007.
Price va començar a sortir amb el xef australià Curtis Stone a finals de 2009. El seu fill, Hudson, va néixer el 6 de novembre de 2011. Price and Stone es van comprometre el juliol de 2012 i es van casar el 8 de juny de 2013 a Espanya. El seu segon fill, Emerson Spencer, va néixer el 16 de setembre de 2014.

## Trajectòria professional

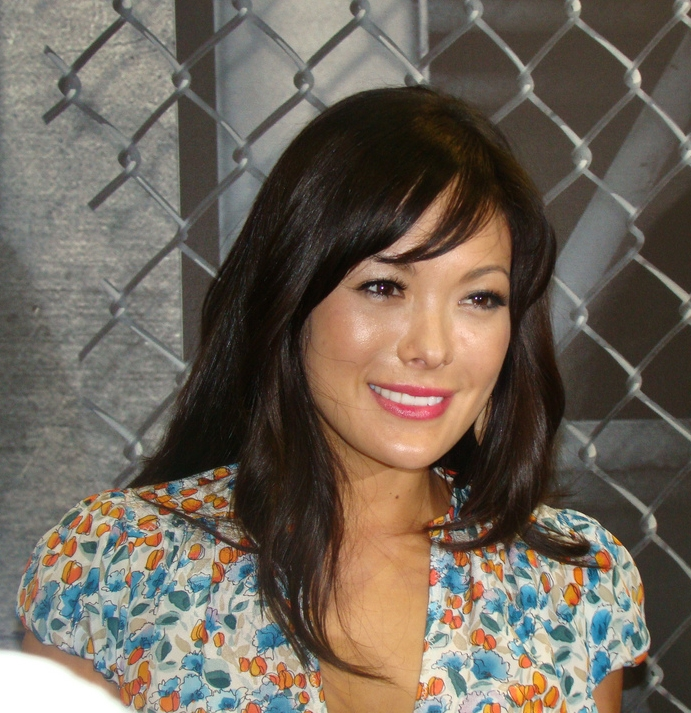
Price el 2009

Va protagonitzar la sèrie Pepper Dennis de WB Television. És coneguda pel seu treball en novel·les com All My Children ; The Bold and The Beautiful i Beverly Hills 90210. Va protagonitzar la versió americana de Coupling de curta vida en l'aire. Va participar en Becker com Amanda, la novia de Jake Malinak (Alex Désert) durant tres temporades.
Va interpretar el paper de Cathy en la sèrie How I Met Your Mother en el capítol 3x08 com la novia de Ted que no para de parlar.
també ha tingut una carrera professional en música. Price va escriure i va actuar en un EP de cinc cançons titulat Someone Like Me, que es va publicar el 2007.
Actualment treballa en la sèrie de televisió de la NBC Lipstick Jungle com la dissenyadora de modes, Victory Ford.